# Joseph Kignoumbi Kia Mboungou
 (novembre 2012).
Si vous disposez d'ouvrages ou d'articles de référence ou si vous connaissez des sites web de qualité traitant du thème abordé ici, merci de compléter l'article en donnant les références utiles à sa vérifiabilité et en les liant à la section « Notes et références ».
Joseph Kignoumbi Kia Mboungou, né le 10 octobre 1952 à Pointe-Noire, est un homme politique congolais.
Il s'est présenté aux élections présidentielles de 2002 et 2009 , où il reçut 2,76 % et 7,54 % des voix, arrivant toujours derrière Denis Sassou Nguesso. Député de Sibiti (Lékoumou) et deuxième secrétaire de l'Assemblée Nationale, il est à nouveau candidat en 2016, il est battu dès le premier tour, il est candidat à nouveau en 2021 .